# جويمابي
جويمابي (بالفرنسية: Guémappe)‏ هي بلدية تقع في إقليم باد كاليه من منطقة نور با دو كاليه في شمال فرنسا. تبلغ مساحة هذه المدينة 4.52 (كم²)، وترتفع عن سطح البحر 66 م، يبلغ عدد سكانها 392 نسمة حسب إحصاء المعهد الوطني للإحصاء والدراسات الاقتصادية سنة 2009 م. وترأس Reynald Roche البلدية خلال فترة (2008-2014).